# فیلیپ هاستروپ
فیلیپ هاستروپ (انگلیسی: Philipp Haastrup؛ زادهٔ ۵ مارس ۱۹۸۲) بازیکن فوتبال اهل آلمان است.
از باشگاه‌هایی که در آن بازی کرده‌است می‌توان به باشگاه فوتبال ام‌وی‌وی ماستریخت، باشگاه فوتبال دینامو برلینر، باشگاه فوتبال ویلم دوم، باشگاه فوتبال روت‌وایس اسن، باشگاه فوتبال زاربروکن، و باشگاه فوتبال اسنابروک اشاره کرد.